# Arvicanthis neumanni
Arvicanthis neumanni је врста глодара из породице мишева (Muridae).

## Распрострањење
Ареал врсте покрива средњи број држава. Врста је присутна у Етиопији, Сомалији и Танзанији. Присуство у Кенији и Џибутију је непотврђено.

## Станиште
Станиште врсте су саване.

## Угроженост
Ова врста је наведена као последња брига, јер има широко распрострањење и честа је врста.